# 下良镇
下良镇，是中华人民共和国山西省长治市襄垣县下辖的一个乡镇级行政单位。

## 行政区划
下良镇下辖以下地区：
下良村、上良村、李庙坡村、韩庄村、曹家坪村、苗家庄村、西故县村、东故县村、南桥烟村、郝村、青南村、红土坡村、水碾村、水碾沟村、寨沟村、白杨岭村、梁家庄村、强计村、段堡村、寨上村、和家坡村、东邯郸村、西邯郸村和东岭村。